# Nikolai Konstantinovich Roerich

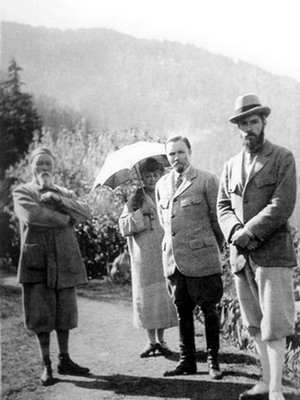
Nikolai Konstantinovich Roerich com a família

Nikolai Konstantinovich Rerich (russo: Николай Константинович Рéрих; 9 de Outubro de 1874 - 13 de Dezembro de 1947), Nicholas Roerich, na grafia inglesa, foi um pintor, escritor, historiador, poeta e professor espiritual (líder intelectual) russo.

## Biografia
Educado no seio de uma família apologista da paz, interessava-se por literatura, filosofia, arqueologia e, especialmente, arte. A família de seu pai, Konstantin Fyodorovich Roerich é de origem escandinava, o sobrenome significa "rico em glória" remonta aos viquingues. Um dos primeiros Roerichs foi Cavaleiro Templário no século XIII, outros foram líderes políticos e militares, incluindo um oficial sueco que lutou na campanha russo-sueca contra 'Pedro, o Grande' seus descendentes, guardando sua fé luterana, se estabeleceram no noroeste da Rússia. Em 1860, casou-se com Maria Vasilievna Kalashnikova, com quem teve Lidia, Nicolas, Boris e Vladimir. Nicolas foi batizado na Igreja Ortodoxa Russa, religião de sua mãe, de linhagem puramente russa.
Nicolas Roerich nasceu em 27 de setembro em São Petersburgo, Leningrado, e foi primeiramente educado no país e, posteriormente, no exterior. Frequentava simultaneamente, na Universidade de São Petersburgo, a Escola de Direito, a Faculdade de História e Filologia, A Academia de Artes e o Instituto de Arqueologia. Depois de estudar na Rússia, prosseguiu seus estudos em Paris, e viajou através da Europa. Possuía uma memória fora-de-série. Casou-se com Helena, e tiveram dois filhos, Yuri e Svetoslav, pintor como seu pai. Helena Roerich traduziu parte da obra de Blavatsky.
Sua obra consta de 6000 pinturas, afrescos em Igrejas e Edifícios Públicos, desenhos para mosaicos e motivos arquitetônicos. Realizou a pintura de cenários e figurinos de várias óperas: de Wagner, Mussorgsky, Borodin, Rimsky-Korsakov, Ibañez, e Maeterlinck.
Trabalhou com Igor Stravinsky, A Sagração da Primavera, a qual teve coreografia de Vaslav Nijinsky e música e argumento de Roerich, também criador do cenário e figurinos folclóricos, onde sua criação foi baseada no leitmotiv. Como autor e erudito escreveu livros de Arte, Culturas, Filosofia e Humanitarismo. Publicou perto de 30 volumes, além de muitos ensaios e artigos. Escreveu No Coração da Ásia, e Shambhala, entre outras obras, que incluem poemas. Como explorador e cientista, realizou pesquisa arqueológica e escavações na Rússia. Organizou e conduziu uma expedição de 5 anos a Ásia central (1924-1928). Em 1935, outra expedição, desta vez para a China, incluindo a Mongólia.
Visitou, na década de 20, Nova Iorque, nos EUA, onde, junto com a sua esposa, fundou várias fundações de mecenato cultural e de teosofia. 
Depois de viver na cidade estadunidense, Roerich percorreu a Ásia, estabelecendo-se, em 1928, na Índia, país muito conhecido pelos seus líderes pacificadores e teósofos. Ali fundou o Instituto Himaláico de Arqueologia.
No ano seguinte foi nomeado para o Nobel da Paz pela Universidade de Paris. Teve o apoio veemente de Albert Einstein, H. G. Wells e Bernard Shaw. Em 1935, recebeu a segunda nomeação. Preocupado com a paz mundial criou a Pax Cultura, que, como símbolo, tinha uma cruz vermelha, representando esta a arte e a cultura.
Roerich faleceu em Punjab, na Índia. Foi cremado e suas cinzas espalhadas diante das montanhas que tanto amava e retratou em quase sete mil trabalhos. A maioria das suas obras conserva-se hoje em museus europeus, como o Museu Nacional de Artes da Letónia e o Museu Nicholas Roerich em Nova Iorque.

## O Pacto de Roerich

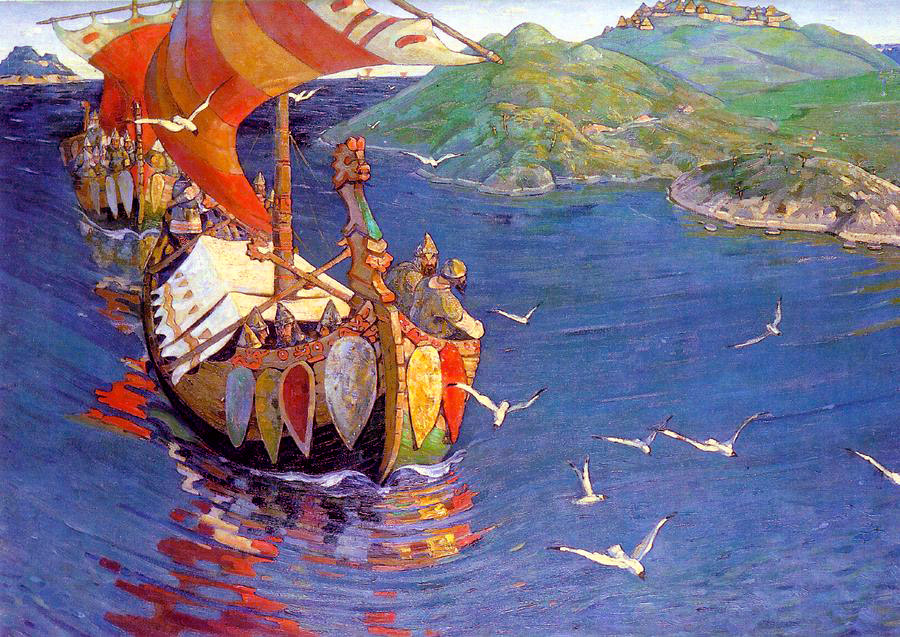
Convidados estrangeiros, 1901, óleo sobre tela.

O Pacto de Roerich, a 15 de Abril de 1935, foi assinado na Casa Branca, nos EUA juntamente com mais vinte e um países da América. Outros depois o assinaram, representando este um antecipado instrumento de proteção às artes. O pacto declara a necessidade de se proteger a atividade e produção cultural no mundo, independente de a época ser de guerra ou de paz. Lugares de valor cultural seriam declarados neutros e protegidos, incluindo universidades, bibliotecas, salas de concerto e teatros (como a Cruz Vermelha faz com seus hospitais, razão pela qual é frequentemente chamado Cruz Vermelha da Cultura). A herança cultural das nações deve ser, segundo o acordo, cuidada e renovada, impedindo que se deteriore, pois não há nada de valor superior para uma nação do que sua cultura.
Tem como símbolo a Bandeira da Paz, onde 3 círculos que representam a Arte, a Ciência e a Religião aparecem envoltos por uma circunferência que significa a totalidade da Cultura.

## Links
- International Centre of the Roerichs (Moscow)
- Museu Nicholas Roerich é possível visualizar grande parte de suas pinturas (Nova Iorque)
- Instituto Röerich da Paz e Cultura do Brasil
- Pinturas de Nicholas Roerich no Picasa
- La Fortaleza de Shambhala. Nikolái Roerich.